# Первородный грех (экономика)
Гипотеза «первородного греха» (англ. original sin) — экономическая гипотеза о том, что несовершенство национального финансового рынка развивающихся экономик препятствует привлечению международных займов во внутренней валюте, а также ограничивает объёмы долгосрочных займов на внутреннем рынке.

## Происхождение
Авторами гипотезы выступает группа экономистов, включая Барри Эйхенгрина из Калифорнийского университета, Рикардо Хаусманна из Гарвардского университета, Уго Паницца из Женевского института международных отношений и развития. Впервые идея была озвучена на симпозиуме «Новые вызовы денежно-кредитной политики», проведенном Федеральным резервным банком Канзаса в 1999 году и прорабатывалась в 1999—2002 годах.

Авторы гипотезы
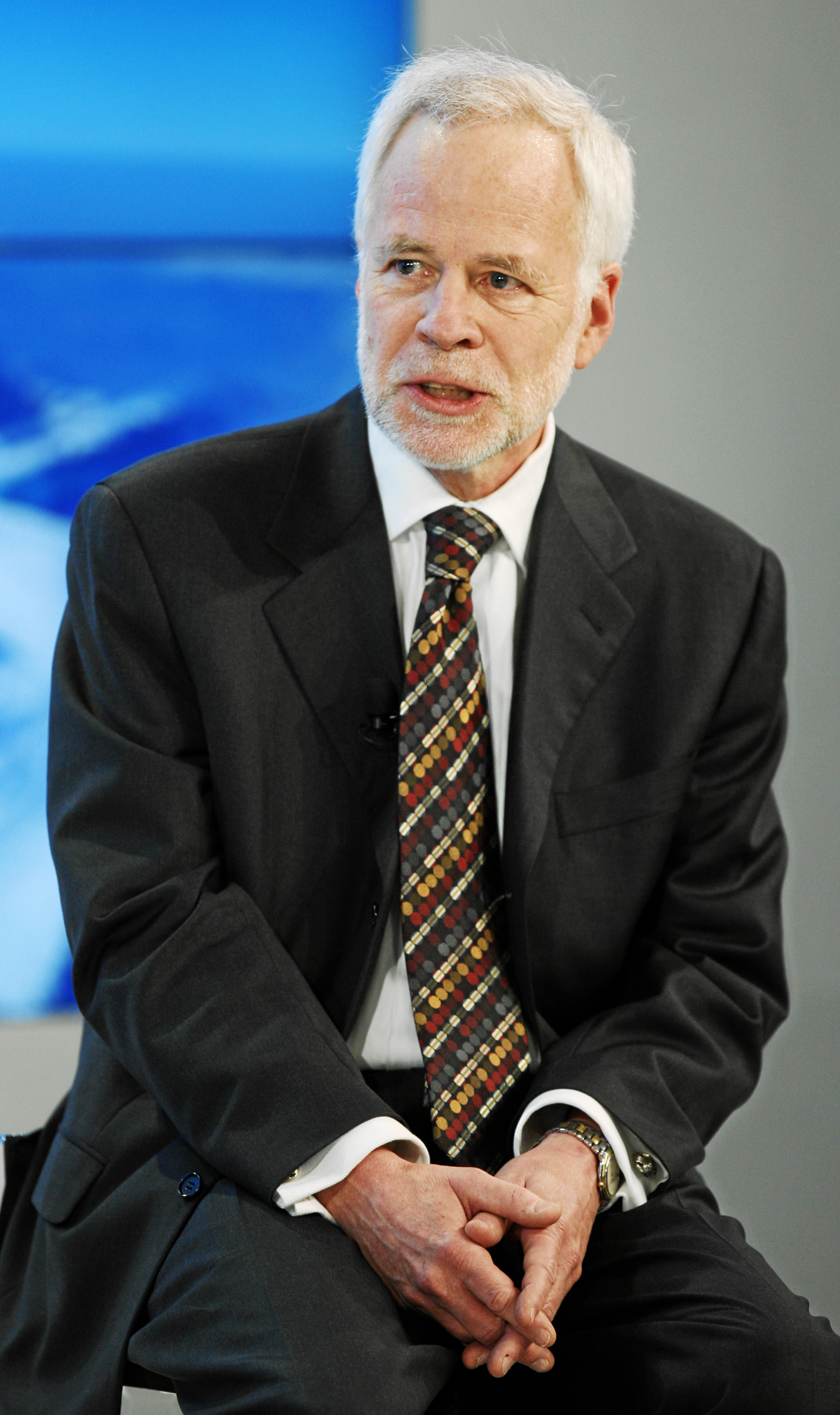
Барри Эйхенгрин, профессор Калифорнийского университета
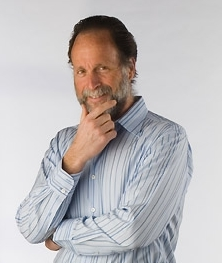
Рикардо Хаусманн, профессор Гарвардского университета
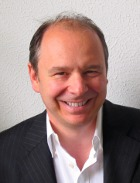
Уго Паницца, профессор Женевского института международных отношений и развития

Гипотезу первородного греха впервые сформулировали Барри Эйхенгрин и Рикардо Хаусманн в 1999 году как ситуацию, «в которой национальная валюта не может быть использована для заимствования за границей или долгосрочного заимствования даже внутри страны через банковские кредиты в валюте и долговые обязательства по международным облигациям». Они показали, что это справедливо для большинства развивающихся стран и не зависит от истории инфляции и обесценивания валюты. Однако это раннее исследование оставило открытым вопрос о причинах такого положения
Во второй версии гипотезы первородного греха Барри Эйхенгрин, Рикардо Хаусманн и Уго Паницца в 2002 году отбросили внутренний элемент и переопределили первородный грех как международную ситуацию, при которой большинство стран не могут занимать за границей в своей национальной валюте. Они показали, что почти все страны (кроме США, еврозоны, Японии, Великобритании и Швейцарии) со временем сталкивались с такой проблемой. Эйхенгрин и его соавтоты пришли к выводу, что недостатки национальной макроэкономической политики и институтов статистически не связаны с первородным грехом, и обнаружил, что единственным статистически подтверждённым фактором, определяющим первородный грех, был экономический уровень страны. Более того, они утверждали, что международные транзакционные издержки, сетевые экстерналии и несовершенство глобального рынка капитала были основными причинами подобных ситуаций, и они не зависят от отдельной страны. Следовательно, в качестве решения проблемы внешнего заимствования в национальной валюте они предложили международную инициативу и рекомендовали разработать индекс корзины валют развивающихся рынков, чтобы международные финансовые учреждения могли выпускать долговые обязательства, выраженные в этом индексе, до тех пор, пока не разовьётся ликвидный рынок. Бюргер и Вернок (2003) предложили при анализе учитывать информацию о внутренних рынках облигаций, чтобы видеть иностранные инвестиции в облигации развивающихся рынков в местной валюте. Используя это расширение данных, они показали, что страны с формирующимся рынком могут развивать местные рынки облигаций (на которых они могут брать кредиты в национальной валюте) и привлекать глобальных инвесторов с более сильными институтами и заслуживающей доверия внутренней политикой. Рейнхарт, Рогофф и Савастано (2003) подвергли критике предложенное решение проблемы международного заимствования, заявив, что основная проблема стран с формирующимся рынком состоит в том, чтобы в целом научиться делать меньше долгов (долговая нетерпимость), а не учиться брать больше в долг в своей национальной валюте.

## Экономическое обоснование
Авторы гипотезы на примерах разных стран продемонстрировали, что «первородный грех» является неотъемлемой характеристикой развивающихся экономик. Он не зависит ни от инфляции, ни от обесценивания национальной валюты. В большинстве развивающихся экономик финансовый рынок слабо развит. В результате местные заёмщики не имеют возможности занимать на длительный период времени. Из-за дефицита внутренних сбережений значительный объём финансовых ресурсов можно привлечь только с внешних рынков.

## Эффекты «первородного греха»
Недостаточная степень развитости финансового рынка приводит к появлению
- валютного диспаритета (валютные источники финансирования при доходах в национальной валюте),
- диспаритета по срокам (долгосрочные проекты финансируются за счёт краткосрочных займов),
- неофициальной долларизации активов и обязательств финансового сектора.

Диспаритеты могли бы отсутствовать, если банки и фирмы хеджировали валютные и процентные риски. Однако в развивающихся экономиках из-за высоких рисков отсутствует хеджирующая сторона, которая могла бы взять на себя валютный и процентный риск.